# Индивидуализъм
Индивидуализмът (на латински: individuum — неделим) е морално гледище, политическа философия, идеология, социален възглед и учение, утвърждаващо индивида, отделната личност като най-висша ценност. Индивидуализмът насърчава преследването на лични цели и желания, независимостта и самоувереността, докато се противопоставя на външните фактори на влияние като: обществото, семейството и всяка друга група или институция.
Индивидуализмът поставя индивида в центъра на своето внимание, „с фундаменталната предпоставка, че човешкият индивид е от първостепенно значение в борбата за освобождение“. Класическият либерализъм (включително либертарианството), екзистанциализмът и анархизмът (особено индивидуалният анархизъм) са пример за движения, възприемащи човешкия индивид като основна единица за анализ. Индивидуализмът разбира обществените явления като резултат от дейността на различни личности.
Използва се също като термин, обозначаващ „качеството да бъдеш индивид; индивидуалност“ свързана с притежаването на „индивидуална характеристика, особеност“. Индивидуализмът като такъв е свързван с артистични и бохемски интереси и начин на живот с наклонност към самоформиране и самооценка, различни от традицията и общоприетите разбирания и начини на поведение. Свързван е също така с хуманистичните философски позиции и етика.